# Anna Fic-Lazor
Anna Barbara Fic-Lazor z domu Fic (ur. 27 listopada 1962 w Lublinie) – polska konserwator dzieł sztuki, muzeolog i malarka. W latach 2015–2023 dyrektor Muzeum Zamoyskich w Kozłówce, w latach 2021–2024 przewodnicząca Rady do Spraw Muzeów i Miejsc Pamięci Narodowej.

## Życiorys
Jest absolwentką Państwowego Liceum Sztuk Plastycznych w Lublinie (obecnie Państwowe Liceum Sztuk Plastycznych im. Cypriana Kamila Norwida w Lublinie). Następnie ukończyła studia na Wydziale Konserwacji i Restauracji Dzieł Sztuki Akademii Sztuk Pięknych w Warszawie w 1988 roku. W trakcie nauki doskonaliła warsztat malarski pod opieką prof. Danuty Makowskiej i prof. Rajmunda Ziemskiego, a umiejętności rysunkowe rozwijała w pracowniach prowadzonych przez doc. Stefana Damskiego oraz prof. Mariana Nowińskiego.
Od 1987 zawodowo związana z Muzeum Zamoyskich w Kozłówce. Początkowo zatrudniona jako asystent konserwatora, następnie była głównym konserwatorem muzeum. Zorganizowała od podstaw muzealną pracownię konserwacji dzieł sztuki i sprawowała nadzór nad wszelkimi pracami rewaloryzacyjnymi w zespole pałacowo-parkowym w Kozłówce. Podjęła i rozwinęła współpracę z wyższymi uczelniami kształcącymi studentów w zakresie konserwacji i ochrony dóbr kultury oraz historii sztuki, była autorką opraw plastycznych wystaw czasowych organizowanych w Muzeum. Projektowała muzealne druki okolicznościowe, kartki świąteczne, plakaty wystaw, zaproszenia, kalendarze ścienne. Jej autorstwa są również projekty graficzne i ilustracje do muzealnych publikacji.
W 2015 w drodze konkursu została powołana przez Marszałka Województwa Lubelskiego Sławomira Sosnowskiego na 5-letnią kadencję dyrektora Muzeum Zamoyskich. 1 października 2020 Zarząd Województwa Lubelskiego powołał Annę Fic-Lazor na stanowisko dyrektora Muzeum Zamoyskich w Kozłówce (bez konkursu), na kolejną 5-letnią kadencję. Minister Kultury i Dziedzictwa Narodowego prof. Piotr Gliński wyraził zgodę na powołanie Anny Fic-Lazor na stanowisko dyrektora Muzeum Zamoyskich w Kozłówce bez przeprowadzania konkursu. Pozytywne opinie w powyższej sprawie wyraziła Rada Muzeum Zamoyskich w Kozłówce oraz stowarzyszenia zawodowe i twórcze właściwe ze względu na rodzaj działalności prowadzonej przez muzeum: Katolickie Stowarzyszenie „Civitas Christiana”, Towarzystwo Przyjaciół Muzeum Zamoyskich w Kozłówce i Stowarzyszenie Konserwatorów Zabytków.
W lutym 2023 roku Anna Fic-Lazor została odwołana ze stanowiska dyrektora muzeum ze skutkiem od marca tego samego roku. Decyzję w tej sprawie podjął Zarząd Województwa Lubelskiego, kierowany przez marszałka Jarosława Stawiarskiego. Za obszar kultury odpowiadał wówczas Bartłomiej Bałaban. Podstawą decyzji były wyniki kontroli przeprowadzonej przez urząd marszałkowski, w której wykazano rzekome nieprawidłowości. Dotyczyły one m.in. postępowania przetargowego na przebudowę sieci kanalizacyjnej, gdzie wykonawca miał nie przedstawić wymaganej dokumentacji. Zastrzeżenia wzbudziło również przyznanie pracownikom abonamentów medycznych, co – według kontrolujących – miało nie mieć podstawy prawnej. Krytyce poddano także działalność placówki w okresie pandemii – muzeum pozostawało otwarte od maja do listopada 2021 roku, co zdaniem urzędników generowało koszty przy ograniczonych dochodach. Kilka miesięcy przed odwołaniem marszałek województwa lubelskiego Jarosław Stawiarski skierował zawiadomienie do Rzecznika Dyscypliny Finansów Publicznych. Ostatecznie jednak żadne z zarzutów nie zostały potwierdzone, a kontrowersje miały charakter domniemany i nie znalazły potwierdzenia w dalszym postępowaniu.
W październiku 2024 roku Anna Fic‑Lazor zorganizowała w Muzeum Ziemi Lubartowskiej indywidualną wystawę akwareli pt. Wokół mnie, prezentującą pejzaże inspirowane lokalnym krajobrazem powiatu lubartowskiego.
W maju 2025 roku została powołana do komisji konkursowej na stanowisko dyrektora Muzeum Zamoyskich w Kozłówce – jako przedstawicielka Ministerstwa Kultury i Dziedzictwa Narodowego.
Prowadzi także działalność związaną z ochroną dóbr kultury. Jest członkiem Związku Polskich Artystów Plastyków. Od 2015 do 2024 zasiadała w  Radzie do Spraw Muzeów i Miejsc Pamięci Narodowej, której była przewodniczącą w latach 2021–2024. Jest członkiem Rady Muzeum-Zamku w Łańcucie kadencji 2024-2028. W grudniu 2024 została powołana przez minister kultury i dziedzictwa narodowego Hannę Wróblewską na stanowisko członka Komisji do Opiniowania Wniosków na Stanowisko Kustosza. W drodze głosowania została przewodniczącą Komisji.
Od listopada 2017 zasiada w radzie Fundacji Rodziny Belina Brzozowskich. Od lipca 2023 zasiada w komisji rewizyjnej Towarzystwa Przyjaciół Muzeum Zamoyskich w Kozłówce. Od listopada 2023 wiceprezes Okręgu Lubelskiego Związku Polskich Artystów Plastyków.

## Życie prywatne
Mieszka w Kamionce. W wyborach samorządowych w 2024 roku bezskutecznie kandydowała do rady powiatu w Lubartowie.

## Odznaczenia
- Medal im. Bohdana Marconiego Akademii Sztuk Pięknych w Warszawie
- Złota Odznaka „Za opiekę nad zabytkami” (2002)[28]
- Srebrny Krzyż Zasługi (za wzorowe, wyjątkowo sumienne wykonywanie obowiązków wynikających z pracy zawodowej, za działalność społeczną, 2004)[29]
- Złoty Krzyż Zasługi (za zasługi w działalności na rzecz ochrony dóbr kultury i historii sztuki, za rozwijanie i upowszechnianie edukacji muzealnej, 2014)[30]
- Brązowy Medal „Zasłużony Kulturze Gloria Artis” (2017)[31]